# Saison 9 de NCIS : Enquêtes spéciales
Chronologie
Saison 8 Saison 10
Cet article présente le guide des épisodes de la neuvième saison de la série télévisée américaine NCIS : Enquêtes spéciales (NCIS).

## Distribution

### Acteurs réguliers
- Mark Harmon (VF : Hervé Jolly) : Leroy Jethro Gibbs, chef d'équipe du NCIS
- Michael Weatherly (VF : Xavier Fagnon) : Anthony "Tony" DiNozzo Jr., agent spécial du NCIS
- Cote de Pablo (VF : Cathy Diraison) : Ziva David, agent spécial du NCIS
- Pauley Perrette (VF : Anne O'Dolan) : Abigail Sciuto, experte scientifique du NCIS
- Sean Murray (VF : Adrien Antoine) : Timothy McGee, agent spécial du NCIS
- Rocky Carroll (VF : Serge Faliu) : Leon Vance , directeur du NCIS
- David McCallum (VF : Michel Le Royer) : Donald Mallard, médecin légiste du NCIS

### Acteurs récurrents
- Brian Dietzen (VF : Christophe Lemoine) : Jimmy Palmer (épisodes 1 à 3, 6, 8, 11, 13, 14, 20,  23 et 24)
- Joe Spano (VF : Gérard Rinaldi) : Tobias C. Fornell (épisodes 7 et 14)
- Matt Craven : SecNav Clayton Jarvis (1, 5, 8, 9, 10, 12 et 18)
- Scott Wolf : agent du FBI Casey Stratton / Jonathan Cole[1] (épisodes 1, 12 et 24)

### Invités
- Sarah Jane Morris : Agent Spécial Erica Jane « EJ » Barrett[2] (épisodes 1 et 12)
- Wendy Makkena : Dr Rachel Cranston (épisodes 1 et 16)
- Alimi Ballard : Agent Spécial Gayne Levin (épisode 1)
- Matt Willig (en) : Agent Spécial Simon Cade (épisode 1)
- Lily Tomlin : Penelope Langston (grand-mère de McGee)[3] (épisode 3)
- Diane Neal : Agent du CGIS Abigail Borin (épisode 5)
- Melinda McGraw : Diane Sterling (ex-Gibbs, ex-Fornell)[4] (épisode 7)
- Meredith Eaton (VF : Fily Keita) : Carol Wilson[5] (épisode 7)
- Jaime Ray Newman : capitaine de corvette Melanie Burke[6] (épisodes 8 et 9)
- Sean Harmon : Leroy Jethro Gibbs (jeune) (épisodes 8 et 9)
- Darby Stanchfield : Shannon Gibbs (épisodes 8 et 14)
- Robert Wagner : Anthony DiNozzo Sr. (épisode 10)
- Larry Miller : Ed Slater (beau-père de Jimmy Palmer)[7] (épisode 11)
- Enrique Murciano : Ray Cruz (épisode 13)
- Muse Watson : Mike Franks (épisode 14)
- Lauren Holly : Ex-directrice du NCIS Jennifer Shepard (épisode 14)
- Sasha Alexander : Agent Spécial Caitlin Todd (épisode 14)
- Rudolf Martin : Ari Haswari (épisode 14)
- Sam Schuder : Kelly Gibbs (épisode 14)
- Jamie Lee Curtis : Dr Samantha Ryan[8]

## Production
La neuvième saison, est composée de 24 épisodes et est diffusée du 20 septembre 2011 au 15 mai 2012 sur le réseau CBS.
Au Canada, la saison a été diffusée du 19 septembre 2011 au 16 mai 2012 sur le réseau Global.
En France, la saison est diffusée depuis le 23 mars 2012 au 11 janvier 2013 sur M6.
Au Québec, la saison a été diffusée du 20 août 2012 au 15 septembre 2012 à raison d'un épisode par jour du lundi au samedi sur Historia.
Brian Dietzen, Robert Wagner, Muse Watson et Joe Spano sont revenus en tant que récurrents dans un ou plusieurs épisodes de cette saison.
Le quatorzième épisode de cette saison marque le 200e épisode de la série.

## Épisodes
Pour les titres francophones des épisodes, lorsque ceux-ci seront connus, le titre français (de France) sera inscrit en premier et le titre québécois en deuxième. Lorsqu'il n'y aura qu'un seul titre, c'est que l'épisode a le même titre en France et au Québec.

### Épisode 1:La Croisée des destins
- Canada : 19 septembre 2011 sur Global
- États-Unis : 20 septembre 2011 sur CBS
- Suisse : 29 février 2012 sur RTS Un
- France : 23 mars 2012 sur M6
- Québec : 20 août 2012 sur Historia

- États-Unis : 19,96 millions de téléspectateurs[13]
- Canada : 1,52 million de téléspectateurs[14]
- France : 6,50 millions de téléspectateurs (meilleure audience ; 25,1 % de pda*)[15]

- Alimi Ballard : Agent spécial du NCIS Gayne Levin
- Brian Dietzen : Jimmy Palmer (1/11)
- Matt Craven : SecNav Clayton Jarvis
- Matthew Willig : Agent spécial Simon Cade
- Sarah Jane Morris : Agent spécial Erica Jane « EJ » Barrett
- Wendy Makkena : Dr Rachel Cranston
- Brian Friday : Capitaine Felix Wright
- Philip Casnoff : Sean Latham
- Scott Wolf : Agent du FBI Casey Stratton

### Épisode 2:Enfance volée
- Canada : 26 septembre 2011 sur Global
- États-Unis : 27 septembre 2011 sur CBS
- Suisse : 7 mars 2012 sur RTS Un
- France : 30 mars 2012 sur M6
- Québec : 21 août 2012 sur Historia

- États-Unis : 19,51 millions de téléspectateurs[16]
- Canada : 1,63 million de téléspectateurs[17]
- France : 6,36 millions de téléspectateurs(meilleure audience ; 24,9 % de pda*)[18]

- Brian Dietzen : Jimmy Palmer (2/11)
- Bonnie Dennison : Lindsey
- Branton Box : John Smith
- Brianne Howey : Écolière
- Eve Gordon : Amanda McCormick
- Kevin Micheal Martin : Écolier
- Jay Ellis : Tommy Hill
- Josh Drennen : Curtis Beane
- Louis Herthum : Ernest McCormick
- Sam Lerner : Nathan Tobias
- Taylor Nichols : Hank Galvaston

### Épisode 3:Le Programme Anax
- Canada : 3 octobre 2011 sur Global
- États-Unis : 4 octobre 2011 sur CBS
- France : 6 avril 2012 sur M6
- Québec : 22 août 2012 sur Historia

- États-Unis : 19,35 millions de téléspectateurs[19]
- Canada : 1,84 million de téléspectateurs[20]
- France : 6,24 millions de téléspectateurs(2e meilleure audience, derrière Koh-Lanta ; 23,4 % de pda*)[21]

- Brian Dietzen : Jimmy Palmer (3/11)
- Lily Tomlin : Penelope Langston
- David Clennon : Max Ellswood
- Hillary Tuck : Justine Booth
- James M. Connor : Andrew Pike
- Matthew Alan : Lieutenant de la Marine Paul Booth
- Sam McMurray : Vince Westfal

### Épisode 4:La Mort aux trousses
- États-Unis /  Canada : 11 octobre 2011 sur CBS / Global
- France : 13 avril 2012 sur M6
- Québec : 23 août 2012 sur Historia

- États-Unis : 18,98 millions de téléspectateurs[22]
- Canada : 2,11 millions de téléspectateurs[23]
- France : 6,11 millions de téléspectateurs(2e meilleure audience, derrière Koh-Lanta ; 22,4 % de pda*)[24]

- Brett Tucker : Lieutenant Geoffrey Brett
- Daniel Louis Rivas : Kyle Davis
- Jack Conley : Détective Danny Sportelli
- Karly Rothenberg : Passante
- Kevin Cotteleer : Paul Marvin Arliss
- Melissa Ponzio : Drew Turner
- Michael B. Silver : Nicholas Sandlock
- Morocco Omari : Agent spécial Thomas Survoy
- Shannon Wilcox : Mme Roach
- Sibilla Vargas : Journaliste de ZNN Samantha Tate

- George Kaplan est un personnage fictif du film La Mort aux trousses, d'ailleurs le titre français en est une parodie.
- Gibbs lit « Endurance » d'Alfred Lansing.

### Épisode 5:Passagers clandestins
- États-Unis /  Canada : 18 octobre 2011 sur CBS / Global
- France : 20 avril 2012 sur M6
- Québec : 24 août 2012 sur Historia

- États-Unis : 19,41 millions de téléspectateurs[25]
- Canada : 2,23 millions de téléspectateurs[26]
- France : 6,15 millions de téléspectateurs(2e meilleure audience, derrière Koh-Lanta ; 22,6 % de pda*)[27]

- Diane Neal : Agent Spécial du CGIS Abigail Borin
- Matt Craven : Secrétaire à la Marine des États-Unis Clayton Jarvis
- Brandon Fobbs : Garde-Côte Ben Cooper
- David Diaan : Farid Bawali
- Raffi Barsoumian : Rafiq Bawali
- Ross Thomas : Garde-Côte Kyle Sterling
- Shohreh Aghdashloo : Mariam Bawali
- Toks Olagundoye : Rebeka Hooper
- Wesam Keesh : Hakim Bawali

### Épisode 6:Victimes de la soif
- États-Unis /  Canada : 25 octobre 2011 sur CBS / Global
- France : 27 avril 2012 sur M6
- Québec : 25 août 2012 sur Historia

- États-Unis : 19,43 millions de téléspectateurs[28]
- Canada : 2,23 millions de téléspectateurs[29]
- France : 5,83 millions de téléspectateurs(2e meilleure audience, derrière Koh-Lanta ; 21,7 % de pda*)[30]

- Brian Dietzen : Jimmy Palmer (4/11)
- Cheryl Ladd : Mary Courtney
- Eric Allan Kramer : Phillip Ekkerly
- Carrie Wiita : Lana
- Eric Bruskotter : Lester
- Raz Adoti : Mike Sullivan
- Lenny Jacobson : Gardien

### Épisode 7:Trio infernal
- Canada : 31 octobre 2011 sur Global
- États-Unis : 1er novembre 2011 sur CBS
- France : 4 mai 2012 sur M6
- Québec : 27 août 2012 sur Historia

- États-Unis : 19,71 millions de téléspectateurs[31]
- Canada : 1,57 million de téléspectateurs[32]
- France : 5,90 millions de téléspectateurs(2e meilleure audience, derrière Koh-Lanta ; 21 % de pda*)[33]

- Melinda McGraw : Diane Gibbs-Fornell-Sterling
- Joe Spano : Agent du FBI T.C. Fornell (1/2)
- Tom Gallop : Agent de la USDHS Victor Sterling
- J. Claude Deering : Curtis Hubley
- Meredith Eaton : Carol Wilson
- Seth Peterson : Thomas Pearce

### Épisode 8:Qui sauve une vie… (1repartie)
- Canada : 7 novembre 2011 sur Global
- États-Unis : 8 novembre 2011 sur CBS
- Québec : 28 août 2012 sur Historia
- France : 14 septembre 2012 sur M6

- États-Unis : 20,38 millions de téléspectateurs[34]
- Canada : 1,50 million de téléspectateurs[35]
- France : 4,3 millions de téléspectateurs(2e meilleure audience, derrière Les Experts : Miami ; 17,5 % de pda*)[36]

- Darby Stanchfield : Shannon Gibbs
- Brian Dietzen : Jimmy Palmer (5/11)
- Alex Fernandez : Joseph Flores
- Sofia Pernas : Lieutenant Gabriella Flores
- Jaime Ray Newman : Capitaine de corvette Melanie Burke
- LaMonica Garrett : Capitaine Craig Quincy
- Sean Harmon : Leroy Jethro Gibbs, jeune
- Jeananne Goossen : Soldat Joan Matteson
- John Finn : Général du Corps des Marines Charles T. Ellison
- Matt Craven : Secrétaire d'État à la Marine Clayton Jarvis

### Épisode 9:Qui sauve une vie… (2epartie)
- Canada : 14 novembre 2011 sur Global
- États-Unis : 15 novembre 2011 sur CBS
- Québec : 29 août 2012 sur Historia
- France : 21 septembre 2012 sur M6

- États-Unis : 20,00 millions de téléspectateurs[37]
- Canada : 1,69 million de téléspectateurs[38]
- France : 4,70 millions de téléspectateurs(2e meilleure audience, derrière Les Experts : Miami ; 18,6 % de pda*)[39]

- Alex Fernandez : Joseph Flores
- Sofia Pernas : Lieutenant Gabriella Flores
- Jaime Ray Newman : Capitaine de corvette Melanie Burke
- LaMonica Garrett : Capitaine Craig Quincy
- Sean Harmon : Leroy Jethro Gibbs, jeune
- Jeananne Goossen : Soldat Joan Matteson
- John Finn : Général du Corps des Marines Charles T. Ellison
- Matt Craven : Secrétaire d'État à la Marine Clayton Jarvis

### Épisode 10:Les Péchés du père
- États-Unis /  Canada : 22 novembre 2011 sur CBS / Global
- Québec : 30 août 2012 sur Historia
- France : 28 septembre 2012 sur M6

- États-Unis : 18,50 millions de téléspectateurs[40]
- Canada : 2,23 millions de téléspectateurs[41]
- France : 4,38 millions de téléspectateurs(2e meilleure audience, derrière Les Experts : Miami ; 17,8 % de pda*)[42]

- Robert Wagner : Anthony DiNozzo Senior
- Matt L. Jones : Agent Ned Dorneget
- Rachel Luttrell : Capitaine de Corvette Stephanie Mosner
- David Rees Snell : Morgan Hunt
- Rya Kihlstedt : Linda Idleton
- Googy Gress : barman

- Première apparition de l'agent spécial Ned Dorneget, qui apparaît dans quelques épisodes de la saison 9 à 12.

### Épisode 11:Lorsque l'enfant paraît
- États-Unis /  Canada : 13 décembre 2011 sur CBS / Global (Deux heures après la diffusion américaine)
- Québec : 31 août 2012 sur Historia
- France : 5 octobre 2012 sur M6

- États-Unis : 19,13 millions de téléspectateurs[43]
- Canada : 1,14 million de téléspectateurs[44]
- France : 4,70 millions de téléspectateurs(2e meilleure audience, derrière Les Experts : Miami ; 18,9 % de pda*)[45]

- Larry Miller : Ed Slater, beau-père de Jimmy
- Brian Dietzen : Jimmy Palmer (6/11)
- Erin Cottrell : Lieutenant Emma Reynolds
- David S. Lee : Veli Tupolev
- Hugh Scott : Adjoint de la police, McCormick
- Brandi Burkhardt (en) : Desk Clerk
- Michelle Pierce : Breena Slater
- Kevin Rock : Officier de liaison du département de la Défense, Harris Klein
- Marc Aden Gray : Capitaine de la marine, Jake Marsden

### Épisode 12:Ce qui ne nous tue pas…/Ce qui ne vous tue pas…
- États-Unis /  Canada : 3 janvier 2012 sur CBS / Global
- Québec : 1er septembre 2012 sur Historia
- France : 12 octobre 2012 sur M6

- États-Unis : 19,81 millions de téléspectateurs[46]
- Canada : 2,23 millions de téléspectateurs[47]
- France : 5,30 millions de téléspectateurs(meilleure audience, devant un match de football France / Japon sur TF1 ; 20 % de pda*)[48]

- Sarah Jane Morris : Erica Jane « EJ » Barrett
- Matt Craven : SecNav Clayton Jarvis
- Scott Wolf : Casey Stratton / Jonathan Cole

### Épisode 13:Un homme désespéré
- États-Unis /  Canada : 10 janvier 2012 sur CBS / Global
- Québec : 3 septembre 2012 sur Historia
- France : 19 octobre 2012 sur M6

- États-Unis : 21,03 millions de téléspectateurs[49]
- Canada : 2,31 millions de téléspectateurs[50]
- France : 4,80 millions de téléspectateurs(2e meilleure audience, derrière Les Experts : Miami ; 19,2 % de pda*)[51],[52]

- Brian Dietzen : Jimmy Palmer (7/11)
- Enrique Murciano : Agent de la CIA Ray Cruz
- Justin Louis (sous le nom de Louis Ferreira (détective du MPD[Note 1] : Nick Burris
- Michael Beach : Détective du MPD Robert Flowers
- Mark Hutter : Ambassadeur des États-Unis James Ealy
- Jaleel White : Martin Thomas
- Ion Overman : Jane Thomas
- Joanna Canton : Sandy Milton

### Épisode 14:Le Sens de la vie
- Canada : 6 février 2012 sur Global
- États-Unis : 7 février 2012 sur CBS
- Québec : 4 septembre 2012 sur Historia
- France : 26 octobre 2012 sur M6

- États-Unis : 20,98 millions de téléspectateurs[53]
- Canada : 1,55 million de téléspectateurs[54]
- France : 5,40 millions de téléspectateurs(meilleure audience, devant Les Experts : Miami ; 21,1 % de pda*)[55],[56]

- Brian Dietzen : Jimmy Palmer (8/11)
- Joe Spano : Tobias Fornell (2/2)
- Lauren Holly : Jennifer Shepard
- Muse Watson : Michael Franks
- Darby Stanchfield : Shannon Gibbs
- Sam Schuder : Kelly Gibbs
- Sasha Alexander : Caitlin Todd
- Rudolf Martin : Ari Haswari
- Ralph Waite : Jackson Gibbs
- Tim Kelleher : Agent spécial Christopher Pacci
- Thomas Rosales Jr. : Pedro Hernandez
- Clare Carey : Ann Gibbs
- Michael O'Neill : Riley McCallister

### Épisode 15:Les Super-héros de la vie réelle
- Canada : 13 février 2012 sur Global
- États-Unis : 14 février 2012 sur CBS
- Québec : 5 septembre 2012 sur Historia
- France : 2 novembre 2012 sur M6

- États-Unis : 19,59 millions de téléspectateurs[58]
- Canada : 1,53 million de téléspectateurs[59]
- France : 5,00 millions de téléspectateurs(2e meilleure audience, derrière Koh-Lanta ; 19,5 % de pda*)[60]

- Perrey Reeves : Wendy Miller
- Ray Wise : Wayne Tobett
- Kevin Christy : Clarence Tobett
- Allison McAtee : Spandaxia
- Joe Holt : Capitaine de vaisseau Jack Wallace
- Steven W. Bailey : Dexter Murphy
- Lombardo Boyar : Felix Quintero
- Shannon McClung : Boltcutter
- Will Deutsch : Un petit homme
- Riley Thomas Stewart : Fred Miller
- Tom Lind : Tom Ventura

### Épisode 16:Guerre psy
- Canada : 20 février 2012 sur Global
- États-Unis : 21 février 2012 sur CBS
- Québec : 6 septembre 2012 sur Historia
- France : 9 novembre 2012 sur M6

- États-Unis : 19,29 millions de téléspectateurs[61]
- Canada : 1,59 million de téléspectateurs[62]
- France : 5,20 millions de téléspectateurs(2e meilleure audience, derrière Koh-Lanta ; 19,8 % de pda*)[63]

- Jamie Lee Curtis : Dr Samantha Ryan
- Wendy Makkena : Dr Rachel Cranston
- Spencer Locke : Amber Banks
- Kirsten Nelson : Beth Banks
- Brandon Olive : Officier militaire de liaison Ross Kilmer
- Aubrey Deeker : Ancien capitaine de frégate Brian Mitchell
- Rob Mayes : Ancien lieutenant de deuxième classe du Corps des Marines Kyle Baxter
- Samm Levine : Agent du NCIS Cashier Fred Seymour
- Robert Craighead : Agent de la DEA Simon Lewis
- Richard Gleason : Réserviste de la marine Dr Robert Banks
- Jack Guzman : Wade
- Faruq Tauheed : Derek

### Épisode 17:Secret défense
- États-Unis /  Canada : 28 février 2012 sur CBS / Global
- Québec : 7 septembre 2012 sur Historia
- France : 16 novembre 2012 sur M6

- États-Unis : 18,20 millions de téléspectateurs[64]
- Canada : 2,26 millions de téléspectateurs[65]
- France : 5,20 millions de téléspectateurs(2e meilleure audience, derrière Koh-Lanta ; 19,5 % de pda*)[66]

- Tamer Hassan : Agah Bayar
- Matt L. Jones : Agent en probation Ned Dorneget
- Katia Winter : Ava Baransky
- Adam Kulbersh : Alan Katzenbach
- Robin Sachs : Inspecteur du MI5 Andrew Challis
- Michael Edwin : Agent de la TSA Perkins
- Erin Beaux : Agent de la DIA George Roca
- Ashton Moio : Michael Reardon
- Travis Joe Dixon : Premier maître de Marine Leland Wiley

### Épisode 18:Un autre regard
- États-Unis /  Canada : 20 mars 2012 sur CBS / Global
- Québec : 8 septembre 2012 sur Historia
- France : 23 novembre 2012 sur M6

- États-Unis : 19,05 millions de téléspectateurs[67]
- Canada : 2,22 millions de téléspectateurs[68]
- France : 5,26 millions de téléspectateurs(2e meilleure audience, derrière Koh-Lanta ; 20,1 % de pda*)[69]

- Jamie Lee Curtis : Dr Samantha Ryan
- Matt Craven : Secrétaire d'État à la Marine Clayton Jarvis
- J. Claudes Deering : Curtis Hubley
- Joel Polis : Ronald Ostrowski
- John Prosky : Carl Dalton
- Lauren Hodges : Amanda Baylor
- Sean Astin : Taylor Elliott
- Tom Virtue : Franck Satner
- William Russ : Philip Wicknes

### Épisode 19:Les Illusions perdues
- États-Unis /  Canada : 27 mars 2012 sur CBS / Global
- Québec : 10 septembre 2012 sur Historia
- France : 30 novembre 2012 sur M6

- États-Unis : 18,62 millions de téléspectateurs[70]
- Canada : 1,87 million de téléspectateurs[71]
- France : 5,66 millions de téléspectateurs (2e meilleure audience, derrière Koh-Lanta ; 21,3 % de pda*)[72]

- Paula Newsome : Jackie Vance
- Jocko Sims : Michael Thomas
- Don Stark : Marty Fiero
- Eden Riegel : Meredith Bilson
- Aaron Perilo : Quartier-maître de troisième classe Brian Smith
- Patrick Cohen : Quartier-maître de troisième classe Dan Garscott
- Richard Reid : Matelot Robert Epplund
- Lawrence Adimora : Matelot Jacob Pierway
- Akinsola Aribo : Jared Vance
- Kiara Muhammad : Kayla Vanca
- Andy Shephard : Matelot Mark Hill)

### Épisode 20:La Position du missionnaire
- États-Unis /  Canada : 10 avril 2012 sur CBS / Global[Note 2]
- Québec : 11 septembre 2012 sur Historia
- France : 7 décembre 2012 sur M6

- États-Unis : 17,66 millions de téléspectateurs[73]
- Canada : 1,08 million de téléspectateurs[74]
- France : 5,47 millions de téléspectateurs (2e meilleure audience, derrière Koh-Lanta ; 20,3 % de pda*)[75]

- Brian Dietzen : Jimmy Palmer (9/11)
- Jamie Lee Curtis : Dr Samantha Ryan
- Asif Ali : Phil
- Danna Brady : Judy
- Ivo Nandi : Manny Virigan
- Jennifer Crystal Foley : Agent de la CIA Constance Mazney
- John Cothrane Jr. : Alfred Holbrook
- Karina Lombard : Ex-agent d'Interpol Monique Lisson
- Martin Morales : Bellman
- Sarah Hudson : Capitaine de frégate Theresa Wade
- Shane Johnson : Agent de la CIA Stephen Wheeler
- Suleka Mathew : Capitaine de frégate Maria Castro

### Épisode 21:Jouer avec le feu (1repartie)
- États-Unis /  Canada : 17 avril 2012 sur CBS / Global
- Québec : 12 septembre 2012 sur Historia
- France : 14 décembre 2012 sur M6

- États-Unis : 18,08 millions de téléspectateurs[76]
- Canada : 1,04 million de téléspectateurs[77]
- France : 4,75 millions de téléspectateurs (2e meilleure audience, derrière Koh-Lanta ; 17,6 % de pda*)[78]

- Dani Dare : Jason King jeune
- Gaius Charles : Détective Jason King
- James Hanlon : Capitaine des Pompiers James Marsh
- Louise Griffiths : Mary Gardocki
- Michael Lesly : Pompier
- Patrick Stafford : Billy Wayne
- Peter Kelamis : Bruce Johnson
- Peter Mackenzie : Jack Murdoch

### Épisode 22:Jouer avec le feu (2epartie)
- États-Unis /  Canada : 1er mai 2012 sur CBS / Global
- Québec : 13 septembre 2012 sur Historia
- France : 21 décembre 2012 sur M6

- États-Unis : 17,58 millions de téléspectateurs[79]
- Canada : 1,02 million de téléspectateurs[80]
- France : 4,67 millions de téléspectateurs (2e meilleure audience, derrière Koh-Lanta ; 17,5 % de pda*)[81]

- Joel Gretsch : Agent Spécial du NCIS Stan Burley
- Dan Martin : Facteur
- Elizabeth Ho : Analyste du NCIS Emma Park
- James Harvey Ward : Andre Fullerton
- Karina Logue : Mme Johnson
- Maggie Henry : Matelot breveté
- Nigel Gibbs : Amiral Theodore Tully
- Patrick Faucette : Agent de sécurité
- Richard Schiff : Harper Dearing
- Rick Peters : Vincent Maple
- Rob Nagle : Wayne Usher
- Robert Sloan : Tobey Abbott
- Tony Christopher : Un matelot

### Épisode 23:Ennemi public numéro un (1repartie)
- États-Unis /  Canada : 8 mai 2012 sur CBS / Global
- Québec : 14 septembre 2012 sur Historia
- France : 4 janvier 2013 sur M6

- États-Unis : 18,20 millions de téléspectateurs[82]
- Canada : 1,10 million de téléspectateurs[83]
- France : 5,44 millions de téléspectateurs (2e meilleure audience, derrière Koh-Lanta ; 19,8 % de pda*)[84]

- Brian Dietzen : Jimmy Palmer (10/11)
- Jamie Lee Curtis : Dr Samantha Ryan
- Matt L. Jones : Agent en probation Ned Dorneget
- Richard Schiff : Harper Dearing
- Rick Peters : Vincent Maple
- Jason Gray-Stanford : Dr Jay Berman
- Dimiter D. Marinov : Ghenna Kozlov
- Loren Lester : Dr Edgar Cromwell
- Dylan Kenn : Freddie Fountain

### Épisode 24:Ennemi public numéro un (2epartie)
- États-Unis : 15 mai 2012 sur CBS[85]
- Canada : 16 mai 2012 sur Global[Note 3]
- Québec : 15 septembre 2012 sur Historia
- France : 11 janvier 2013 sur M6

- États-Unis : 19,05 millions de téléspectateurs[86]
- Canada : 0,85 million de téléspectateurs[87]
- France : 5,03 millions de téléspectateurs(18,5 % de pda*)[88]

- Brian Dietzen : Jimmy Palmer (11/11)
- Jamie Lee Curtis : Dr Samantha Ryan
- Scott Wolf : Jonathan Cole
- Richard Schiff : Harper Dearing
- Michelle Pierce : Breena Slater
- Sheila Kelley : Victoria Dearing
- Daniel Polo : Parker Ryan
- Cassius Willis : Agent du NCIS Russell Wallace
- Debbie Jaffee : Serveuse

## Audiences

### En France
L'audience moyenne de la saison est de 5,35 millions de téléspectateurs.

### Aux États-Unis
L'audience moyenne de la saison est de 19,49 millions de téléspectateurs par épisode.

### Au Canada anglophone

#### Portrait global
La moyenne pour cette saison est d'environ 2,19 millions de téléspectateurs. Pour son calcul, seuls les épisodes diffusés en substitution simultanée sont pris en compte pour avoir un portrait d'écoute le plus juste possible.

#### Données détaillées
| Numéro épisode | Titre original          | Diffuseur | Date de diffusion originale (2011-2012) | Heure         | Audiences (en téléspectateurs) | Classement soirée | Classement semaine |
| -------------- | ----------------------- | --------- | --------------------------------------- | ------------- | ------------------------------ | ----------------- | ------------------ |
| 1              | Nature of the Beast     | Global    | Lundi 19 septembre 2011                 | 20h00 HE / HP | 1 522 000                      | 6                 | 22                 |
| 2              | Restless                | Global    | Lundi 26 septembre 2011                 | 20h00 HE / HP | 1 635 000                      | 5                 | 15                 |
| 3              | The Penelopes Papers    | Global    | Lundi 3 octobre 2011                    | 20h00 HE / HP | 1 840 000                      | 3                 | 12                 |
| 4              | Enemy on the Hill       | Global    | Mardi 11 octobre 2011                   | 20h00 HE / HP | 2 108 000                      | 2                 | 8                  |
| 5              | Safe Harbor             | Global    | Mardi 18 octobre 2011                   | 20h00 HE / HP | 2 227 000                      | 1                 | 5                  |
| 6              | Thirst                  | Global    | Mardi 25 octobre 2011                   | 20h00 HE / HP | 2 226 000                      | 1                 | 5                  |
| 7              | Devil’s Triangle        | Global    | Lundi 31 octobre 2011                   | 20h00 HE / HP | 1 573 000                      | 5                 | 20                 |
| 8              | Engaged, Part 1         | Global    | Lundi 7 novembre 2011                   | 20h00 HE / HP | 1 500 000                      | 6                 | 23                 |
| 9              | Engaged, Part 2         | Global    | Lundi 14 novembre 2011                  | 20h00 HE / HP | 1 686 000                      | 5                 | 15                 |
| 10             | Sins of the Father      | Global    | Mardi 22 novembre 2011                  | 20h00 HE / HP | 2 235 000                      | 1                 | 7                  |
| 11             | Newborn King            | Global    | Mardi 13 décembre 2011                  | 22h00 HE / HP | 1 142 000                      | 6                 | 22                 |
| 12             | Housekeeping            | Global    | Mardi 3 janvier 2012                    | 20h00 HE / HP | 2 232 000                      | 1                 | 2                  |
| 13             | A Desperate Man         | Global    | Mardi 10 janvier 2012                   | 20h00 HE / HP | 2 313 000                      | 1                 | 3                  |
| 14             | Life Before His Eyes    | Global    | Lundi 6 février 2012                    | 21h00 HE / HP | 1 547 000                      | 5                 | 17                 |
| 15             | Secrets                 | Global    | Lundi 13 février 2012                   | 21h00 HE / HP | 1 529 000                      | 5                 | 17                 |
| 16             | Psych Out               | Global    | Lundi 20 février 2012                   | 21h00 HE / HP | 1 589 000                      | 4                 | 17                 |
| 17             | Need to Know            | Global    | Mardi 28 février 2012                   | 20h00 HE / HP | 2 257 000                      | 1                 | 5                  |
| 18             | The Tell                | Global    | Mardi 20 mars 2012                      | 20h00 HE / HP | 2 222 000                      | 1                 | 3                  |
| 19             | The Good Son            | Global    | Mardi 27 mars 2012                      | 20h00 HE / HP | 1 866 000                      | 2                 | 7                  |
| 20             | The Missionary Position | Global    | Mardi 10 avril 2012                     | 22h00 HE / HP | 1 075 000                      | 9                 | 28                 |
| 21             | Rekindled               | Global    | Mardi 17 avril 2012                     | 22h00 HE / HP | 1 040 000                      | 9                 | 30                 |
| 22             | Playing with Fire       | Global    | Mardi 1er mai 2012                      | 22h00 HE / HP | 1 016 000                      | N/D               | N/D                |
| 23             | Up In Smoke             | Global    | Mardi 8 mai 2012                        | 22h00 HE / HP | 1 101 000                      | N/D               | N/D                |
| 24             | Till Death Do Us Part   | Global    | Mercredi 16 mai 2012                    | 20h00 HE / HP | 846 000                        | N/D               | N/D                |